# Янкі-Лейк (Огайо)
Янкі-Лейк (англ. Yankee Lake) — селище (англ. village) в США, в окрузі Трамбалл штату Огайо. Населення — 75 осіб (2020).

## Географія
Янкі-Лейк розташоване за координатами 41°16′6″ пн. ш. 80°34′8″ зх. д. / 41.26833° пн. ш. 80.56889° зх. д. (41.268321, -80.569027).  За даними Бюро перепису населення США в 2010 році селище мало площу 1,31 км², уся площа — суходіл.

## Демографія
Згідно з переписом 2010 року, у селищі мешкало 79 осіб у 31 домогосподарстві у складі 25 родин. Густота населення становила 60 осіб/км².  Було 39 помешкань (30/км²).
Расовий склад населення:
| - 98,7 % — білих - 1,3 % — осіб інших рас |

До двох чи більше рас належало 0,0 %. Частка іспаномовних становила 1,3 % від усіх жителів.
За віковим діапазоном населення розподілялося таким чином: 15,2 % — особи молодші 18 років, 67,1 % — особи у віці 18—64 років, 17,7 % — особи у віці 65 років та старші. Медіана віку мешканця становила 50,3 року. На 100 осіб жіночої статі у селищі припадало 88,1 чоловіків;  на 100 жінок у віці від 18 років та старших — 97,1 чоловіків також старших 18 років.
Середній дохід на одне домашнє господарство  становив 52 963 долари США (медіана — 49 063), а середній дохід на одну сім'ю — 61 874 долари (медіана — 57 188). Медіана доходів становила 41 250 доларів для чоловіків та 23 125 доларів для жінок. За межею бідності перебувало 7,8 % осіб, у тому числі 0,0 % дітей у віці до 18 років та 12,5 % осіб у віці 65 років та старших.
Цивільне працевлаштоване населення становило 47 осіб. Основні галузі зайнятості: виробництво — 27,7 %, науковці, спеціалісти, менеджери — 19,1 %, роздрібна торгівля — 12,8 %, будівництво — 10,6 %.